# رونالد وينانز
رونالد وينانز (بالإنجليزية: Ronald Winans)‏ هو مغني أمريكي، ولد في 30 يونيو 1956، وتوفي في 17 يونيو 2005 في ديترويت في الولايات المتحدة.

## وصلات خارجية
- رونالد وينانز على موقع ميوزك برينز (الإنجليزية)
- رونالد وينانز على موقع قاعدة بيانات برودواي على الإنترنت (الإنجليزية)
- رونالد وينانز على موقع ديسكوغز (الإنجليزية)